# بزمیروو
بزمیروو (به چکی: Bezměrov) یک منطقهٔ مسکونی در جمهوری چک است که در ناحیه کرومیریژ واقع شده‌است. بزمیروو ۷٫۲۵ کیلومتر مربع مساحت و ۵۶۲ نفر جمعیت دارد و ۱۹۷ متر بالاتر از سطح دریا واقع شده‌است.